# Acraea egina
Acraea egina är en fjärilsart som beskrevs av Pieter Cramer 1775. Acraea egina ingår i släktet Acraea och familjen praktfjärilar. Inga underarter finns listade i Catalogue of Life.